# 고시엔역
고시엔역(일본어: 甲子園駅, こうしえんえき)은 일본 효고현 니시노미야시에 있는 한신 전기철도 본선의 역이다. 역 번호는 HS 14이다.
봄의 선발 고교 야구나 여름의 전국 고교 야구 대회의 본 회의장으로 프로 야구 한신 타이거스의 본거지이기도 하다. 한신 고시엔 구장의 근처역으로 과거에는 고시엔 선도 발착했었다.

## 개요
직통 특급의 일부를 제외한 전 영업 열차가 정차한다. 직행 특급은 구간 특급이 운행되는 상행 평일 아침 7 ~ 8시대의 7개만 통과하지만, 그 이외에는 전 열차가 정차한다. 과거에는 직통 특급과 특급의 대부분이 통과했기 때문에 임시 정차도 실시되고 있었지만 현행 다이아에서는 거의 모든 열차가 정차하게 되면서 수송 장애 등의 다이아가 복잡한 때를 제외하고 임시 정차는 실시되지 않는다.
고시엔 구장에서 야구 경기의 개최일에는 당역 ~ 우메다 역 구간과 임시 특급 당역 ~ 고베산노미야 역 구간에서 임시 급행이 운행된다.
우메다 역 발착의 토요일, 휴일 야간(심야 제외)의 급행과 평일 아침만 운전되는 구간 급행 열차가, 당역 종착 및 당역 시발이 된다.
과거에는 상행 열차 뿐이었지만, 한신 역에서 열차 시간표에 모든 열차 종별이 표시된 유일한 역이기도 했다.

## 역사
- 1924년 8월 1일: 임시역으로 개업.
- 1926년
  - 7월 1일: 고시엔 선(궤도선)이 당역 ~ 하마코시엔 간 개업.
  - 7월 16일: 본선의 역이 연중 무휴 영업이 됨.
- 1928년 6월 25일: 고시엔 선의 가미코시엔 ~ 당역 간 연장 개통.
- 1949년 4월 24일: 야구 관전 승객의 도미노 현상이 발생하여 사망자 1명, 중상자 11명을 사고로 냈음.
- 1965년: 서쪽 개찰구 설치.
- 1975년 5월 6일: 고시엔 선 폐지.
- 1995년
  - 1월 17일: 한신・아와지 대지진 발생으로 한신 본선은 운휴. 우메다 역 ~ 당역 구간은 다음 날 운행 재개.
  - 1월 26일: 당역 ~ 아오키 역 구간 운행 재개.
- 2011년 11월: 역 개수 착공.
- 2014년 4월 1일: 역 번호 도입.
- 2015년
  - 2월 21일: 1,2번 승강장 확장.
  - 3월 14일: 3.4번 승강장 확장.
  - 3월 21일: 새로운 5번 승강장 사용 개시와 동시에 서쪽 개찰구 측의 엘리베이터도 사용 개시.
  - 8월 1일: 동쪽 개찰구 역사 완공과 함께 동쪽 개찰구에 "니시노미야 시 관광 안내소" 오픈.
- 2017년
  - 3월 18일: 상행의 나루오 역 측선 방향으로의 고가화에 따라 1,2번 승강장의 형상 변경. 일부 가설 부분을 제외한 개수 완료.
  - 8월 상순: 승강장 개수 완료와 동시에 1,2번 승강장의 승차 위치를 20m동쪽으로 이동.

## 역 구조
혼합식 승강장의 3면 4선의 구조로 대피 가능역이다.
상・하향의 주로 본선과 대피선 사이로 섬식 승강장과 같고, 4번 선의 남쪽에 하차 전용 승강장(5번 승강장)이 세워져 있다. 승강장 중앙부를 덮듯 백구를 담은 큰 지붕이 있는 것이 특징적이다.
한신 고시엔 구장에서 행사 개최에 운행되는 우메다 방면에서 당역 종착의 임시 열차가 4번 선에 입선하고 그 열차가 잠시 정차할 경우의 열차는 반드시 양쪽 문을 연다. 또한, 3번 선에 열차가 입선한 경우에는 역무원은 승객에 4번 선의 전철을 지나 개찰구로 가도록 안내하고 있다.

### 승강장
| 승강장 | 노선   | 방향 | 행선                                         |
| ------ | ------ | ---- | -------------------------------------------- |
| 1      | ■ 본선 | 상행 | 아마가사키・오사카 (우메다)・난바・나라 방면 |
| 2      | ■ 본선 | 상행 | 아마가사키・오사카 (우메다)・난바・나라 방면 |
| 3      | ■ 본선 | 하행 | 고베 (산노미야)・아카시・히메지 방면         |
| 4      | ■ 본선 | 하행 | 고베 (산노미야)・아카시・히메지 방면         |
| 5      | 본선   | 하행 | 4번 선 하차용 승강장                         |

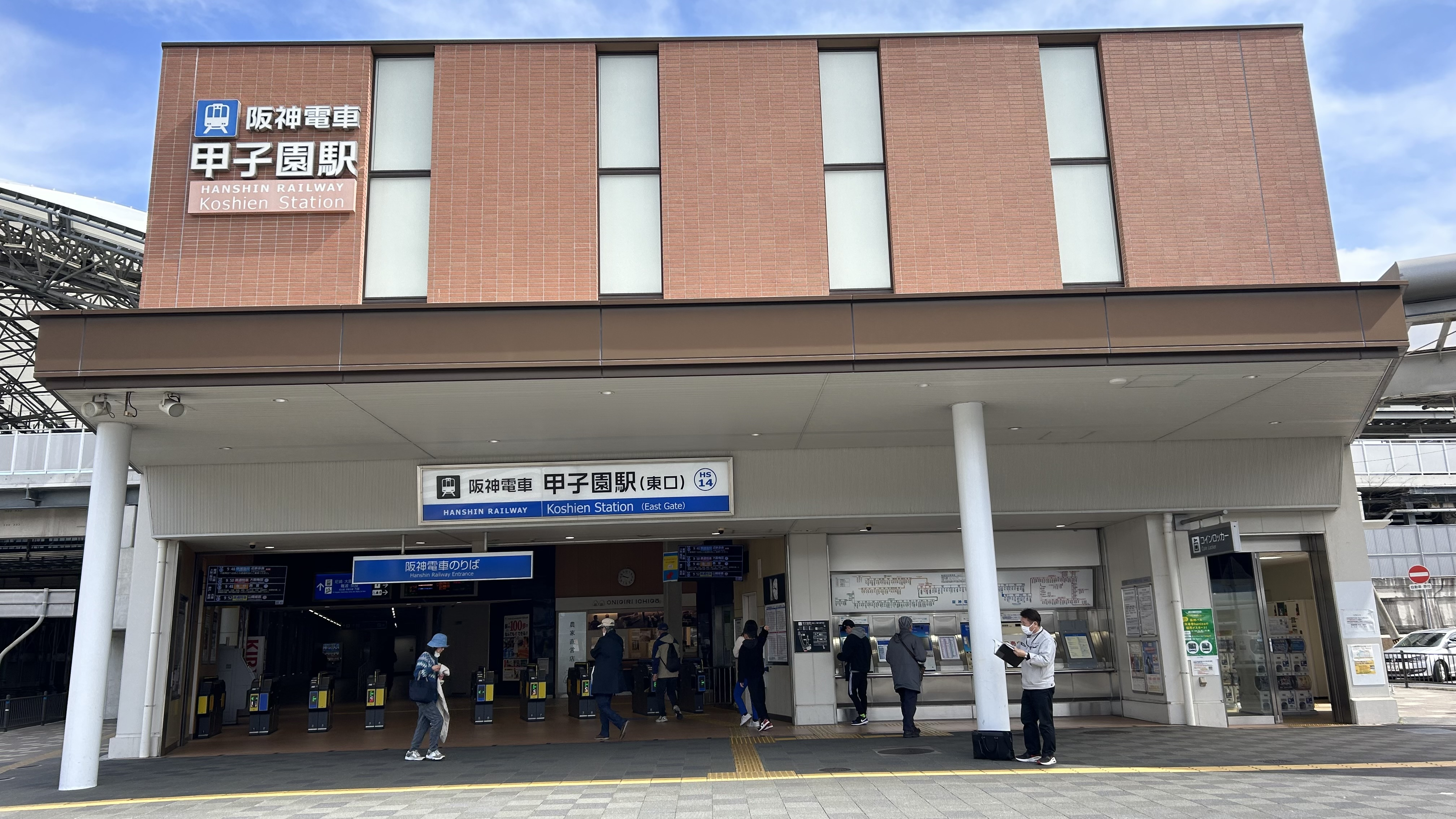
동쪽 출입구
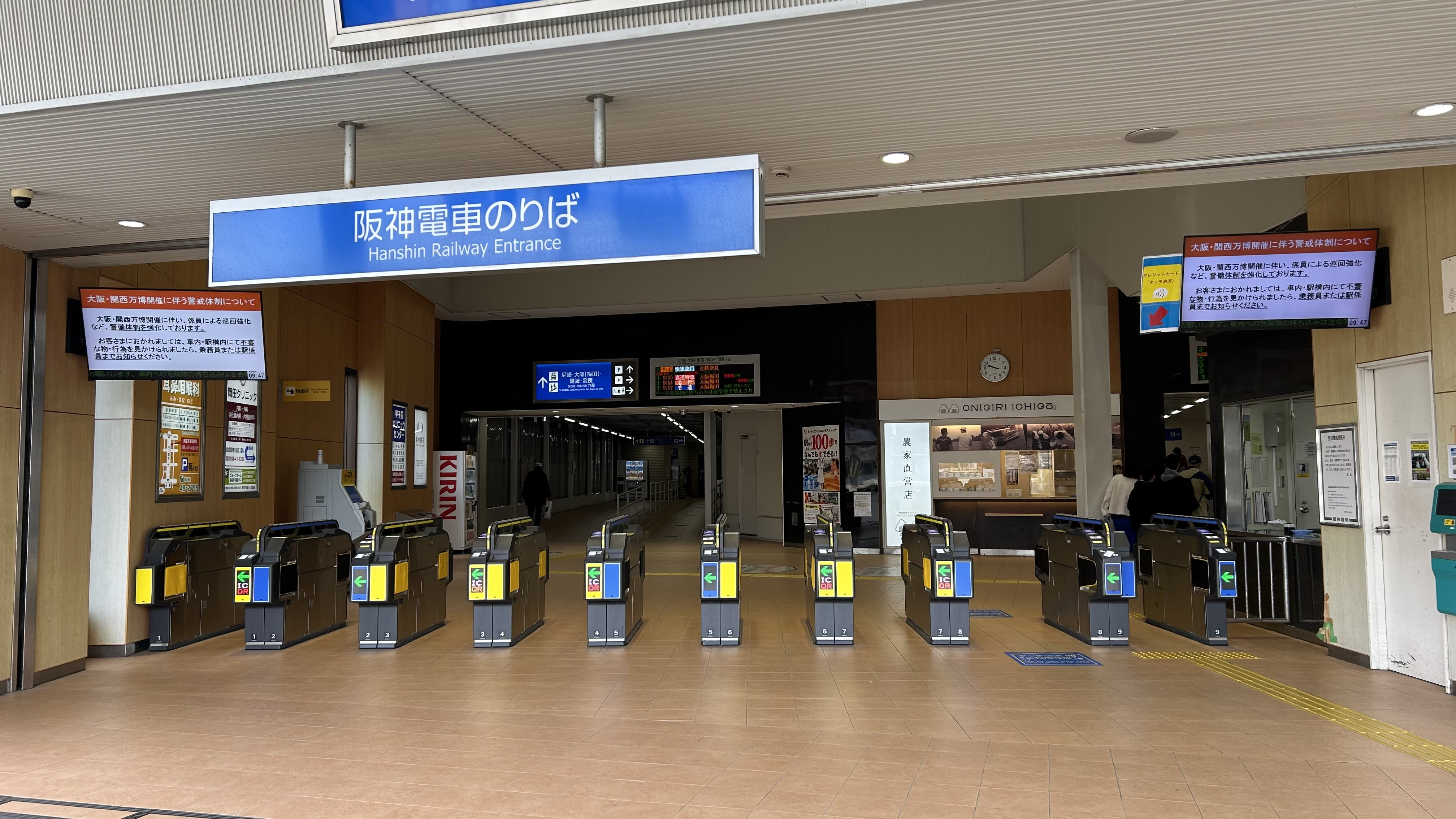
동쪽 개찰구
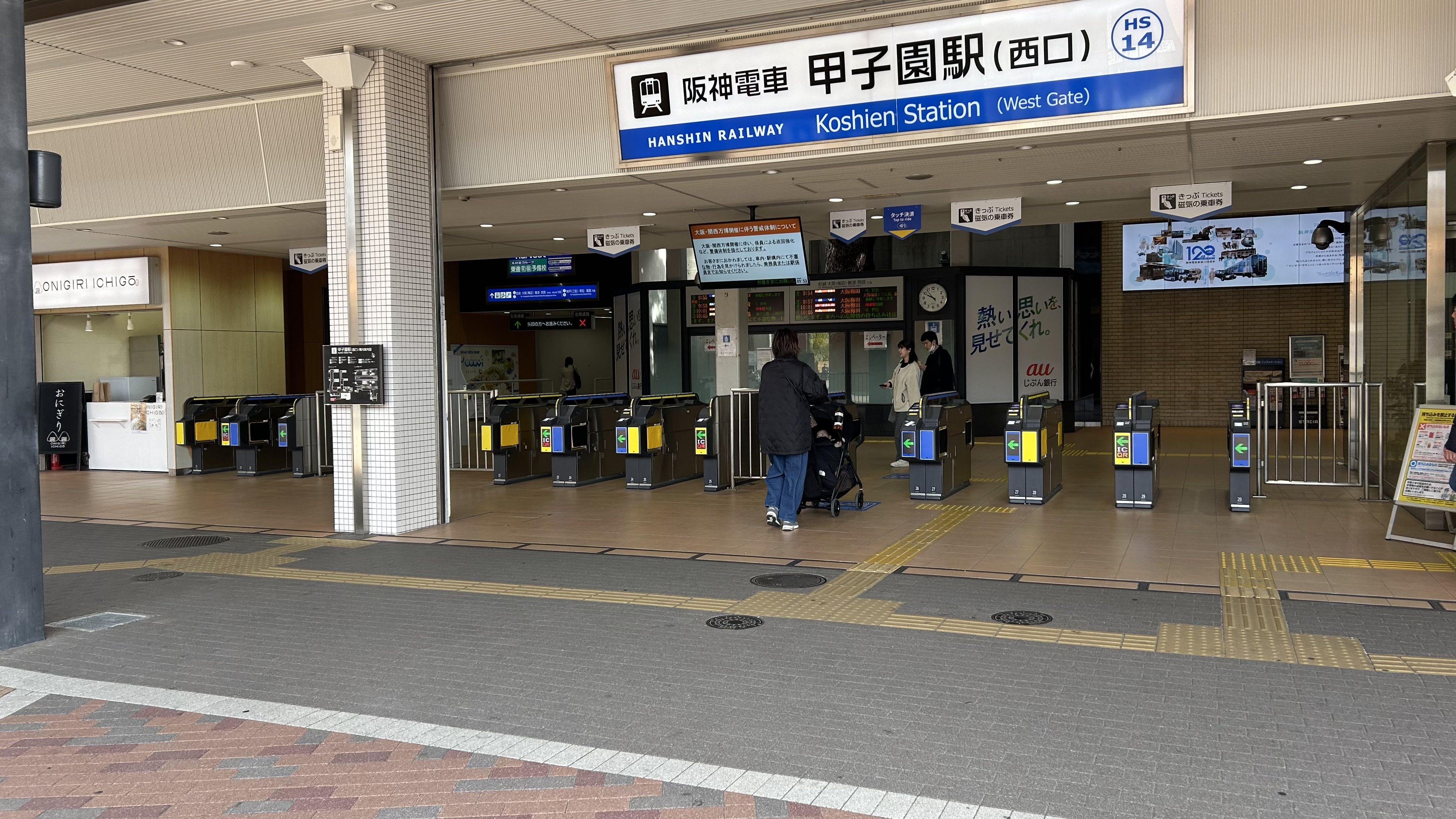
서쪽 개찰구
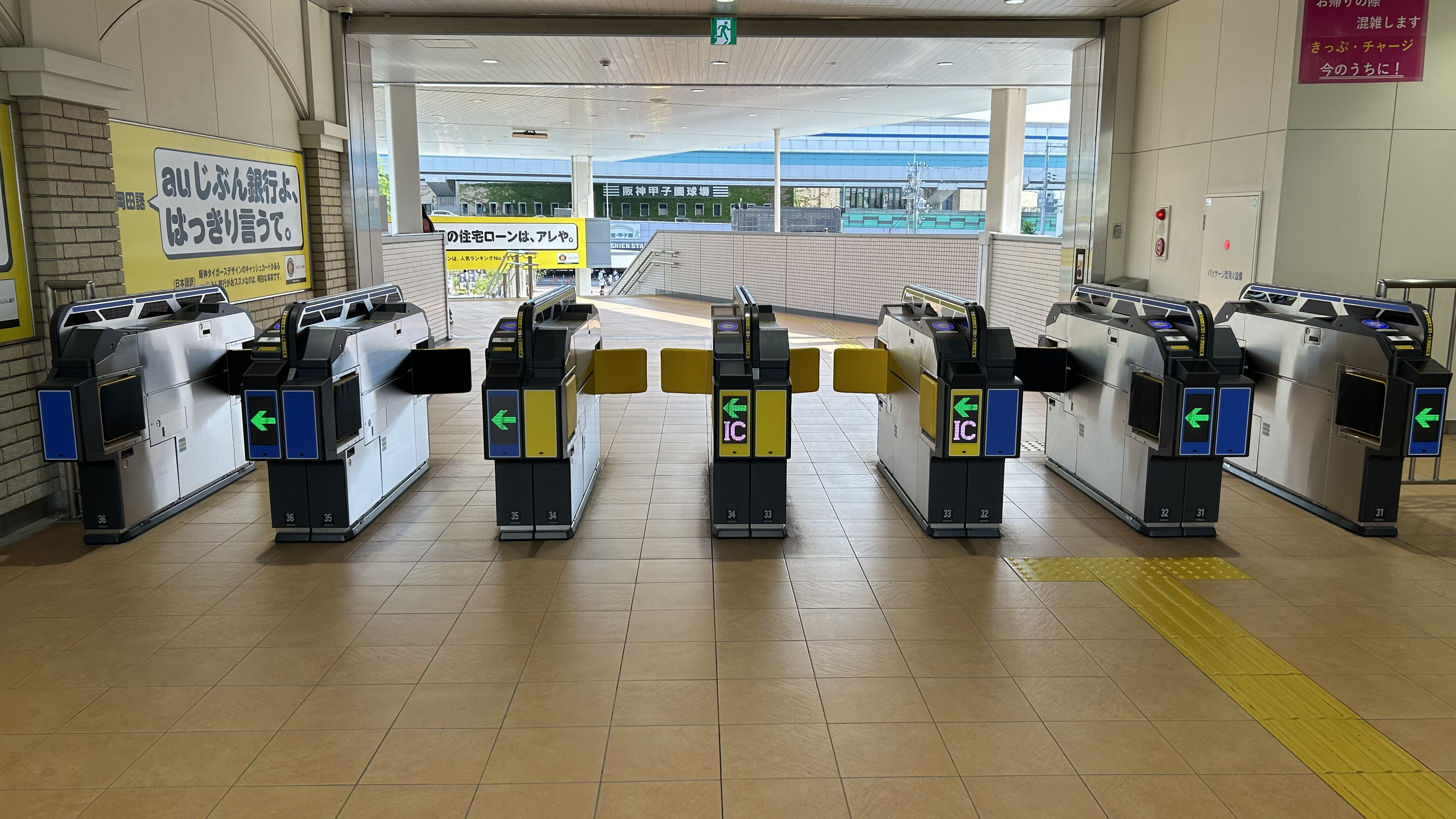
임시 개찰구
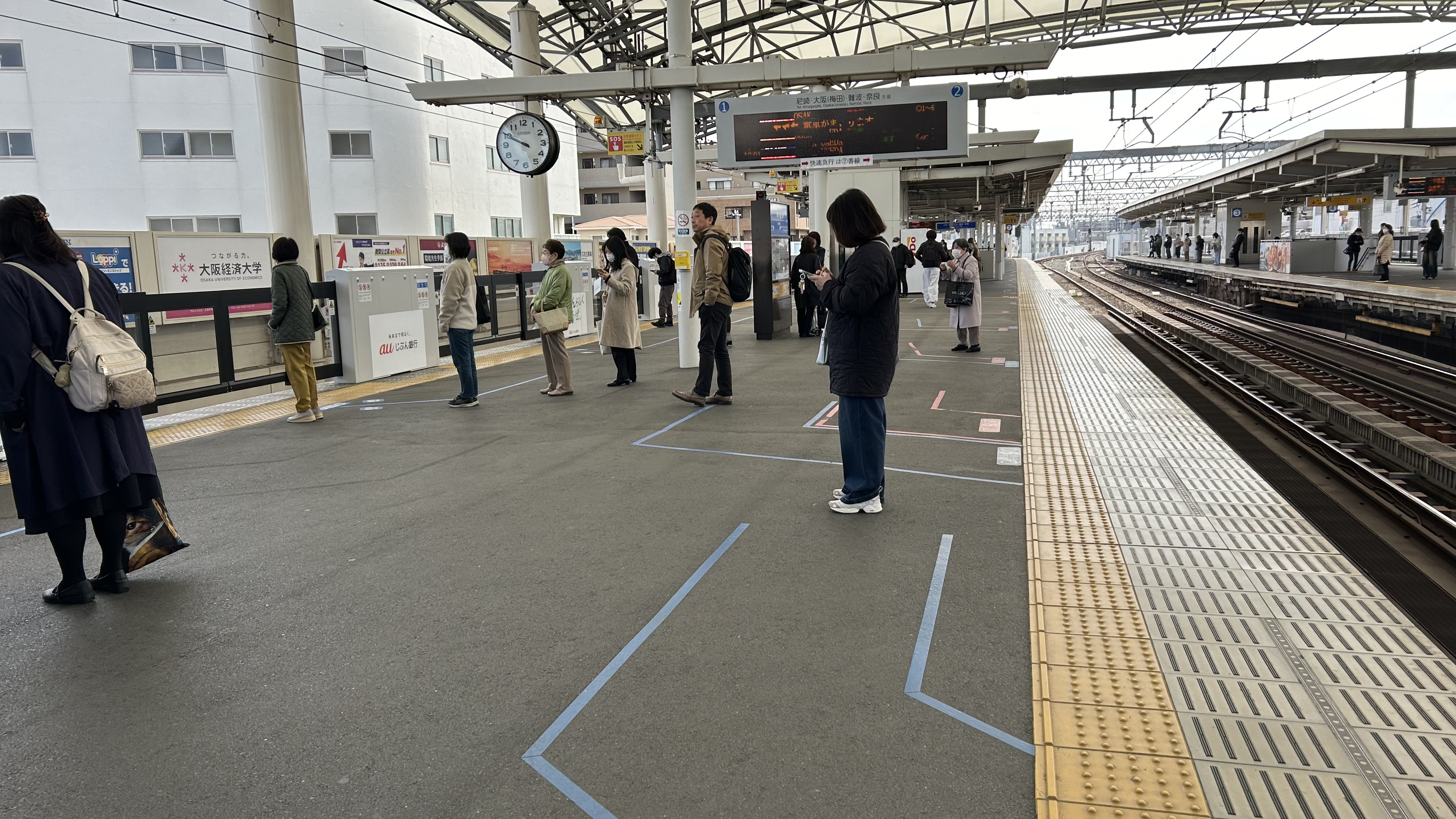
1 2번선 승강장
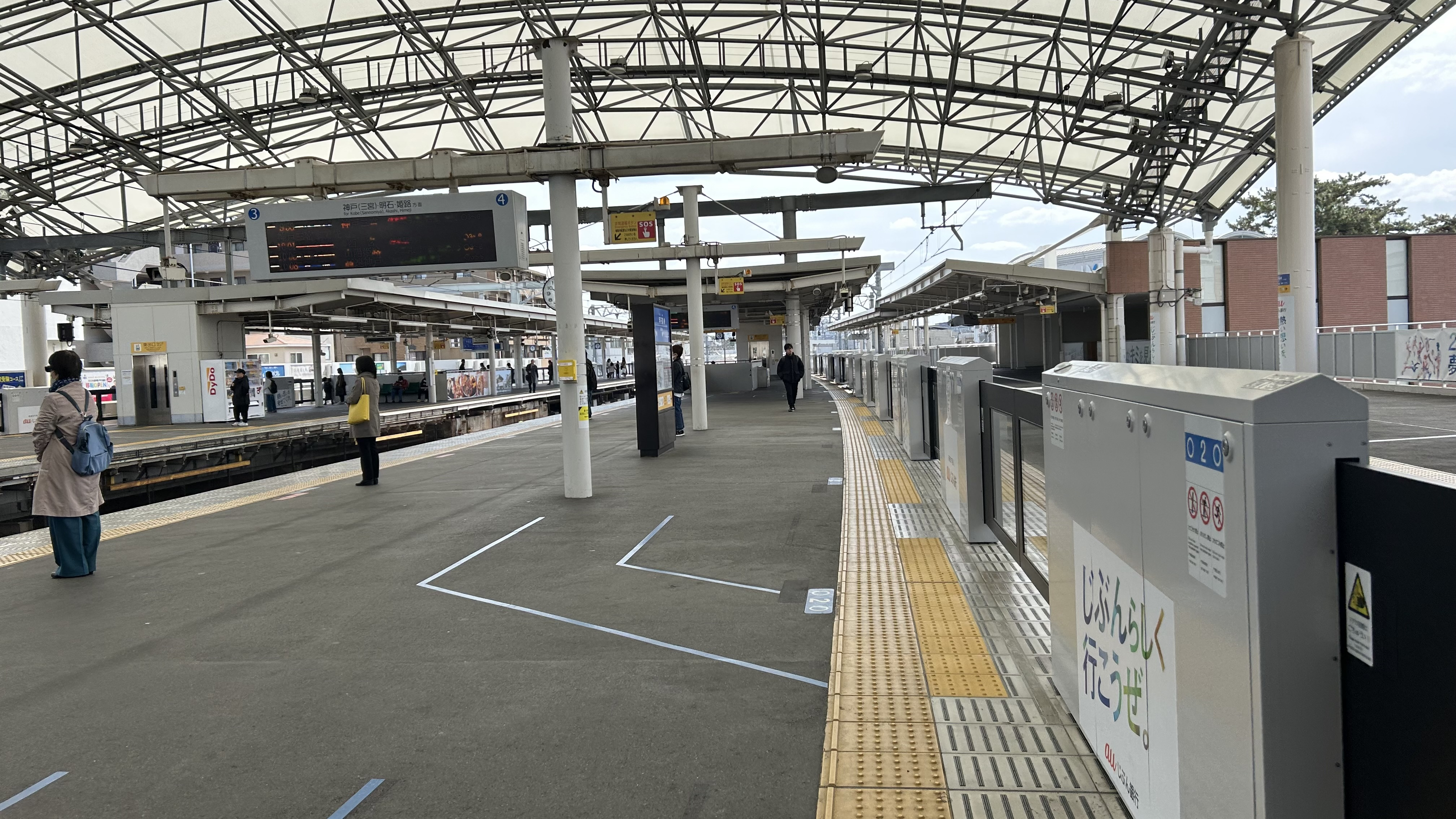
3 4번선 승강장
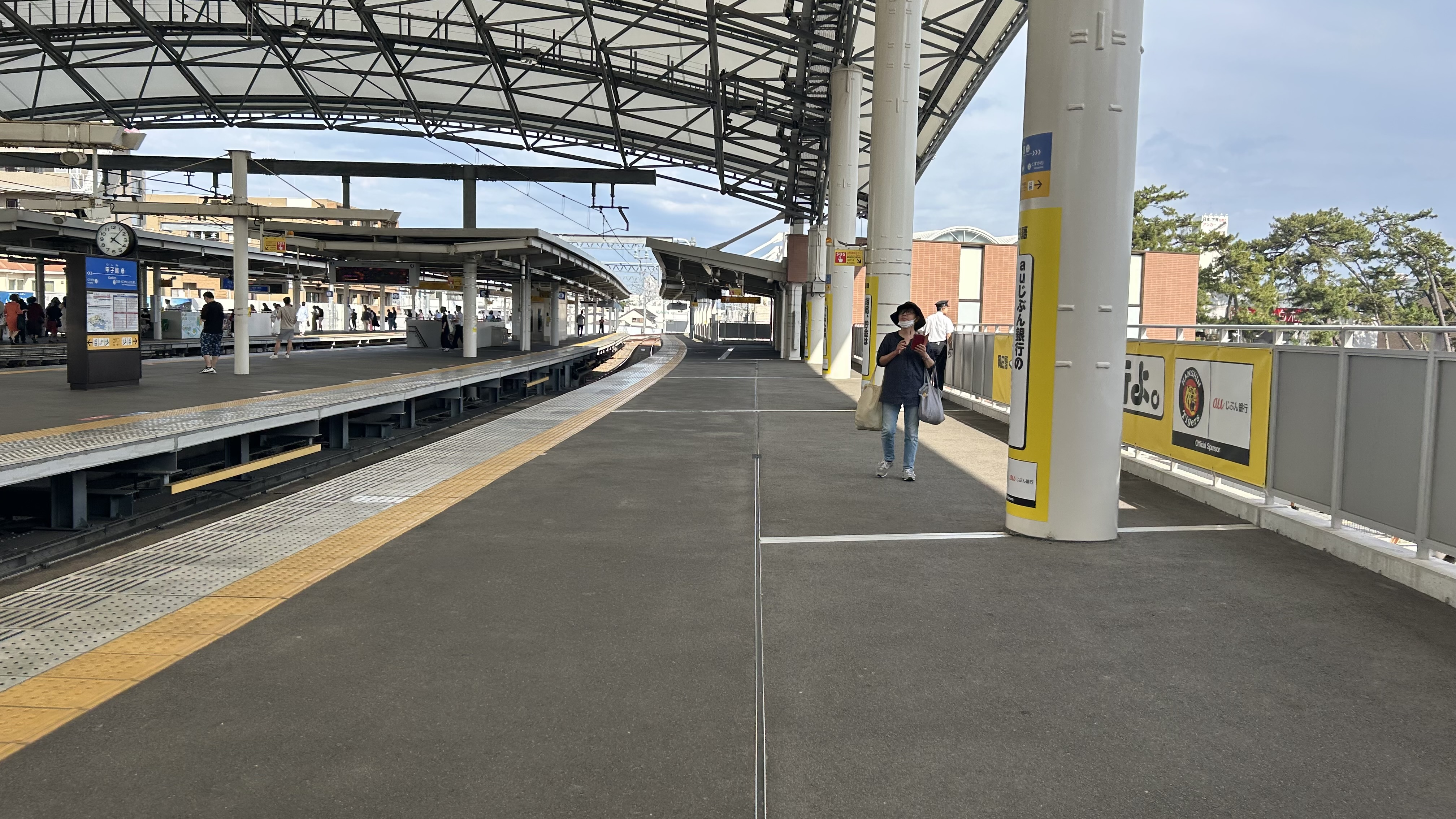
임시 승강장
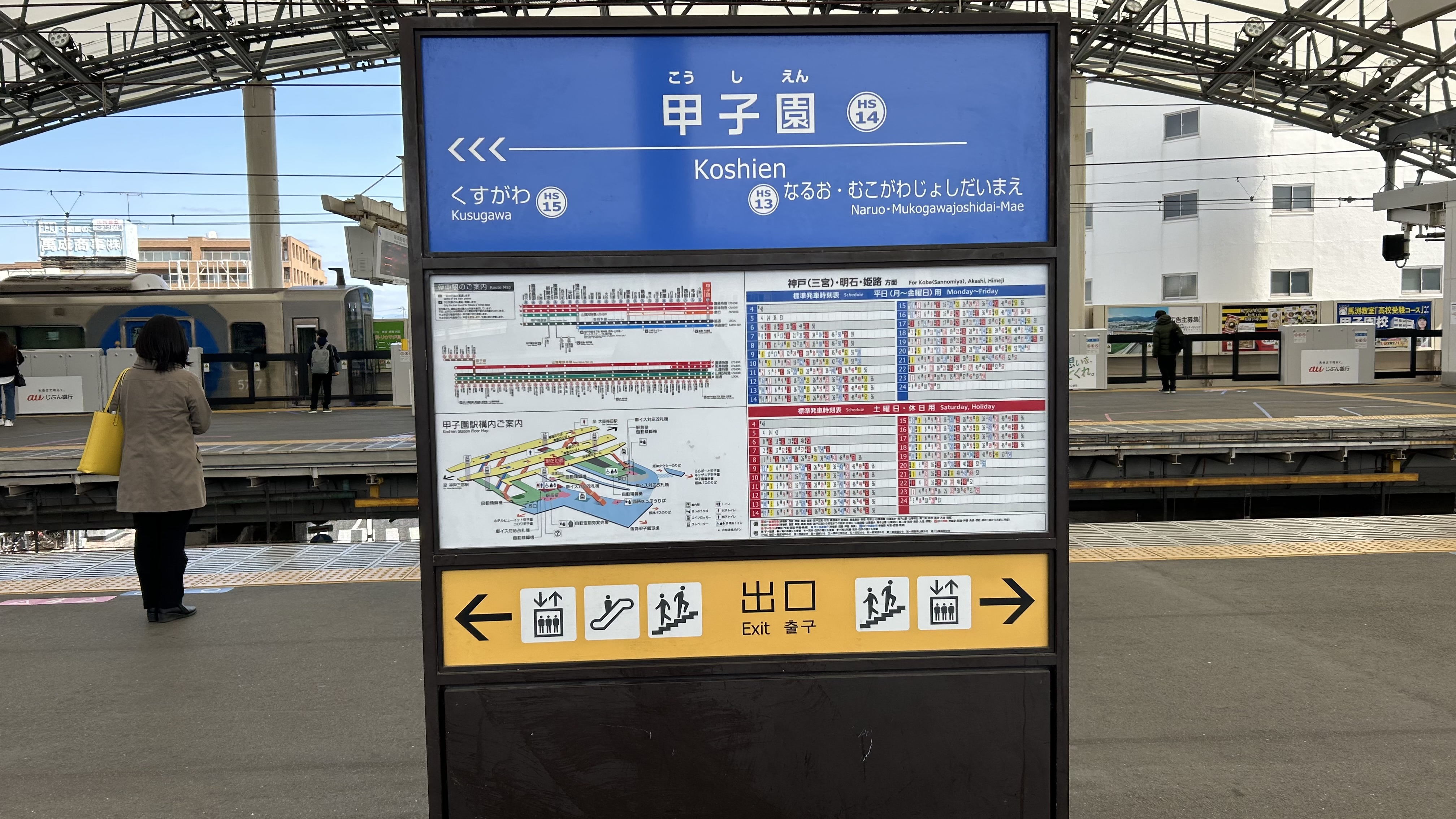
역명판

## 역 주변
주위에는 주택지가 펼쳐져 있고 다이쇼 시대에 사철에 의해서 개발된 전형적인 한신 간 모더니즘 문화권의 주택지에서 긴키에 대해서는 니시노미야나나엔의 하나로 꼽힌다. 그 외, 고시엔 구장 자체도 다이쇼 시대의 근대 건축물이며, 다이쇼 말기부터 쇼와 초기까지 저택 건축이 많이 현존하는, 무코가와 여자대학의 고시엔 회관(옛, 고시엔 호텔)도 일본 건축사에서 유명하다.
니시노미야 시 남동부의 가장 주요역이자 남북 방향 노선 버스가 빈발하고 인근 스파 시설, 자동차 교습소 등 무료 셔틀 버스, 후지코, 협동 식품 센터 등의 공장 종업원 전용 셔틀 버스 등도 많이 발착한다. 또한, 역전은 고베 버스가 점유 사용하면서 이들의 셔틀 버스는 서쪽 출입구 측의 본선 고가 밑이나 역 남쪽의 국도 제43호선의 샛길에서 승하차를 취급하는 것이 많다.
동쪽 출입구 측 버스 터미널 동쪽, 버스 안내소의 뒤쪽 부근은 부분적으로 땅이 높은 몇 개의 커다란 소나무가 자라고 있지만 이는 지천의 좌안 제방의 일부가 남아 있는 것이다.

### 히가시구치 방면
- 고시엔 알카스
  - 한신 택시 정류장
- 고시엔 경찰서
- 니시노미야 시립 나루오 도서관
- 라라포토 고시엔
- 이토 요카도 고시엔점
- 미쓰이스미토모 은행 고시엔 지점(구, 스미토모 은행점)

### 니시구치 방면
- 한신 고시엔 구장
  - 고시엔 역사관
- 고시엔 테니스 클럽
- 이온 고시엔점
- 미쓰비시도쿄UFJ은행 한신 고시엔 출장소
- 호텔 스위트 코시엔

### 역 북쪽
- 고시엔 우체국

## 인접역
| 한신 전기철도 ■ 본선         | 한신 전기철도 ■ 본선                                     | 한신 전기철도 ■ 본선                       |
| ---------------------------- | -------------------------------------------------------- | ------------------------------------------ |
| HS 09 아마가사키 우메다 방면 | ■ 직통특급(평일 아침 제외) ■ 특급 ■ 쾌속급행 (평일 아침) | 니시노미야 HS 17 히메지・스마우라코엔 방면 |
| HS 09 아마가사키 우메다 방면 | ■ 구간특급                                               | 이마즈 HS 16 미카게 방면                   |
| HS 12 무코가와 우메다 방면   | ■ 쾌속급행(평일 중)                                      | 니시노미야 HS 17 긴테쓰나라 방면           |
| HS 12 무코가와 우메다 방면   | ■ 쾌속급행(주말) ■ 급행                                  | 이마즈 HS 16 긴테쓰나라 방면               |
| HS 13 나루오 우메다 방면     | ■ 구간급행                                               | 시·종착역                                  |
| HS 13 나루오 우메다 방면     | ■ 보통                                                   | 구스가와 HS 15 신카이치 방면               |